# Neun Jahrhunderte jüdisches Leben in Thüringen
Das Projekt Neun Jahrhunderte jüdisches Leben in Thüringen ist ein Themenjahr, das von der Thüringer Staatskanzlei und der Jüdischen Landesgemeinde Thüringen 2020 ausgerufen wurde. Dieses Gedenkjahr reicht vom jüdischen Neujahrsfest Rosch ha-Schana (19. September 2020) bis zum Gedenken der Tempelzerstörung Tischa beAv (18. Juli 2021).

## Ziel des Themenjahres
Es soll an die neunhundertjährige Anwesenheit von Menschen jüdischen Glaubens im Territorium des heutigen Bundeslandes Thüringen erinnern. Diese Erinnerung soll dazu beitragen, dass jüdisches Leben nicht allein vom Ereignis der Shoa her betrachtet wird, sondern auch die Leistungen und Impulse von Jüdinnen und Juden zu Bewusstsein gebracht werden, mit denen sie ihr gesellschaftliches und soziales Umfeld geprägt und beeinflusst haben. Dazu gehören die Zeiten wirtschaftlichen Aufschwungs ebenso wie die Dekaden grausamer Pogrome, denen sie zeitweise durch ihre christliche-staatskirchliche Umwelt ausgesetzt waren. Nach Ermordung und/oder Vertreibung haben jüdische Menschen immer wieder in Thüringer Städten und Gemeinden Fuß fassen können.

## Die Eröffnung des Themenjahres
Am 1. Oktober wurde das Themenjahr mit einer festlichen Veranstaltung im Erfurter Kaisersaal eröffnet. Diese Veranstaltung wurde geprägt von zwei Referaten: durch Ministerpräsident Bodo Ramelow und durch den Vorsitzenden des Zentralrats der Juden in Deutschland Josef Schuster. Daran schloss sich ein Musikprogramm an, in dem der Musikwissenschaftler Jascha Nemtsov von der Franz-Liszt-Hochschule Weimar in vier Blöcken durch jüdische Musik vom 15. Jahrhundert bis in die Gegenwart führte.

## Das Programm des Themenjahres
Ende September 2020 legte die Thüringer Tourismus GmbH ein Programmheft vor, das in Zusammenarbeit mit der Jüdischen Landesgemeinde Thüringen und der Thüringer Staatskanzlei erarbeitet wurde. In einem Abschnitt Hauptprojekte werden genannt:

### Hauptprojekte
Jüdisches Leben vom Mittelalter bis heute, Erinnerungskultur durch die Tätigkeit der Gedenkstätten Buchenwald, Mittelbau-Dora, Erinnerungsort Topf & Söhne.
Mehrere Hauptprojekte stehen im Mittelpunkt der Aktivitäten des Themenjahres:
1. Als ein Hauptprojekt Tora ist Leben erfolgt ein örtlich und zeitlich gedehntes handschriftliches Beschreiben einer Tora-Rolle durch Rabbiner Reuven Yaakobov, das an verschiedenen Orten in Thüringen stattfindet. Die fertig beschriebene Tora-Rolle wird 2022 von der römisch-katholischen und der evangelisch-lutherischen Kirche der Jüdischen Landesgemeinde als Geschenk übereignet.
2. Ein weiteres Hauptprojekt Menora - Jüdisches Leben in Thüringen besteht in der Herstellung eines Online-Portals mit einer virtuellen Karte, auf der historische und aktuelle Orte und Gebäude kenntlich gemacht sind: Synagogen, Schulen, Friedhöfe, Mikwaot. Dazu kommen die Verlegeorte von Stolpersteinen und die Dokumentation von Biogrammen. Ein weiteres Format besteht in einer Digissage, einem virtuellen Ausstellungsraum, in dem Veranstaltungen in Audio- und Videoformaten sowie 360°-dokumentierten Ausstellungen dokumentiert und langzeitarchiviert werden.
3. Die Thüringer Tage der jüdisch-israelischen Kultur, die 2020 zum 28. Mal stattfinden, sind ein anderes Hauptprojekt. Vom 30. Oktober bis 15. November werden etwa 100 Veranstaltungen in etwa 20 Thüringer Orten angeboten mit Vorträgen, Lesungen, Ausstellungen, Theatergastspielen, Filmvorführungen und Konzerten. Unter dem Motto Jüdische Lebenswelten soll das einseitige, von wiederkehrenden medialen Mustern geprägte Bild, das viele Deutsche von Israel haben, bereichert und erweitert werden, damit sie sich ein eigenes, differenzierteres Bild vom Leben in diesem Land machen können.
4. Die Achava Festspiele Thüringen unter der organisatorischen Leitung von Martin Kranz stellen einen jüdischen Impuls für den interkulturellen Dialog dar und finden 2020 zum siebten Mal statt. Der hebräische Begriff ACHAVA bedeutet so viel wie Geschwisterlichkeit und ist ein Schlüsselwort für die Erweiterung und Vertiefung des interreligiösen und interkulturellen Dialogs, der von den Gedanken jüdischer Propheten des Ersten Testaments ausgeht.
5. Das Hauptprojekt Yiddish Summer Weimar, das 2020 unter der künstlerischen Leitung von Alan Bern zum 21. Mal stattfand, ist eines der größten Festivals für jiddische Musik und Kultur. Es beruht auf den vier Säulen Ausbildung, Forschung, Präsentation und Neuschaffung im Bereich jiddischer und verwandter Kulturen.
6. Eine Virtuelle Rekonstruktion der Großen Synagoge Erfurt, die in der Pogromnacht 1938 von den Terrorgruppen der NSDAP zerstört wurde, will die Stadt Erfurt in Kooperation mit Universität und Fachhochschule mittels virtueller Rekonstruktion symbolisch wieder auferstehen lassen. Als Virtual Reality soll diese multimediale Präsentation besonders junge Menschen erreichen. Die Präsentation wird künftig in der Kleinen Synagoge und in einer Außenausstellung an der Neuen Synagoge am Max-Cars-Platz (dem Nachfolge-Bau von 1952) zu sehen sein.

## Beiträge zum Themenjahr
- Der Lern- und Gedenkort Prager-Haus fügte mit einem Sonderheft "Unter dem Davidstern. 150 Jahre jüdisches Leben in Apolda" seinen Beitrag zum Gedenkjahr hinzu.[2]